# 玛乔丽·罗兹
玛乔丽·罗兹（英語：Marjorie Rhodes，1897年4月9日—1979年7月4日），英国女演员。曾获得国家影评人协会奖最佳女配角。